# Zamach we Wrocławiu (2016)

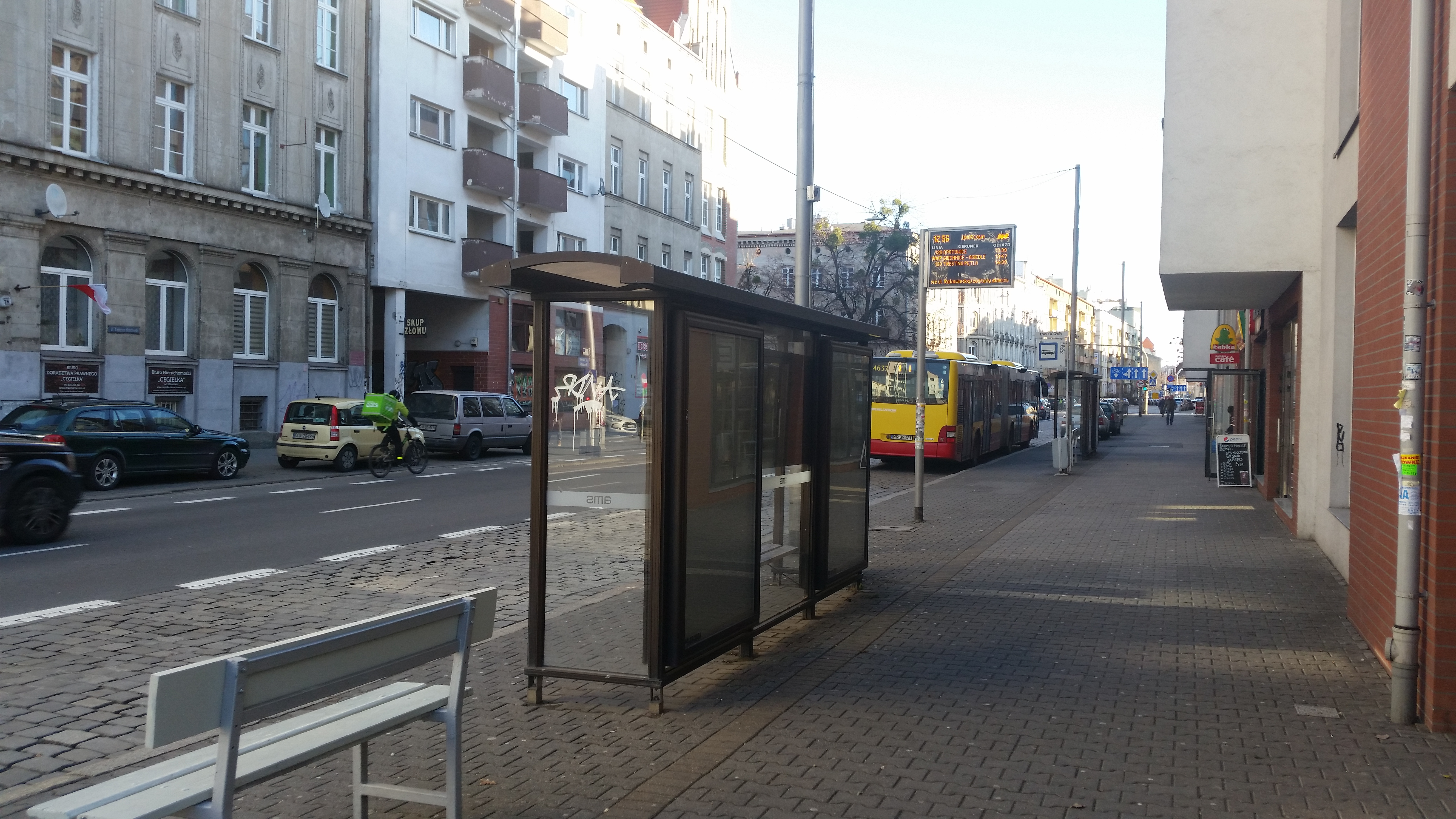
Przystanek, na którym doszło do wybuchu

Zamach bombowy we Wrocławiu w 2016 roku – zamach bombowy, który miał miejsce 19 maja 2016 roku we Wrocławiu. Zamachowiec pozostawił domowej roboty bombę w autobusie, lecz zauważona przez pasażerów została wyniesiona przez kierowcę na przystanek przy ul. Kościuszki, gdzie nastąpił wybuch. Ranna została jedna osoba. Sprawca został zatrzymany sześć dni później.

## Przebieg zamachu
19 maja 2016 roku ktoś zadzwonił na telefon alarmowy i odtworzył tekst nagrany na syntezator mowy, w którym poinformował, że we Wrocławiu są podłożone cztery bomby. Za ich rozbrojenie zażądał 120 kg złota w sztabkach. Groził, że w przeciwnym razie zrobi z Wrocławia drugą Brukselę.
Około 13:30 tego samego dnia zakapturzony mężczyzna wsiadł do autobusu linii 145. Po kilkunastu minutach przy Dworcu Głównym wysiadł, pozostawiając w pojeździe, obok wózka dziecięcego, żółtą reklamówkę. Opiekunka dziecka powiadomiła kierowcę autobusu i zaniosła mu reklamówkę. Kierowca dwukrotnie podczas postojów na czerwonym świetle zaglądał do torby, w której widział garnek z pokrywką przyklejoną plasteliną. Nie mogąc połączyć się z centralą, podejrzewając, że to może być bomba, na przystanku autobusowym przy skrzyżowaniu ulic Dworcowej i Kościuszki kierowca wyniósł pakunek z autobusu i postawił na chodniku. Tam niedługo później, ok. 13:43, doszło do eksplozji.
Wybuch ranił przechodzącą obok przystanku starszą kobietę. Odłamki trafiły ją w rękę i nogę. Prokuratura ustaliła, że w chwili wybuchu w autobusie znajdowało się przynajmniej 41 osób.
Do zamachu użyto tzw. bomby szybkowarowej, podobnej do tej użytej w 2013 roku w Bostonie. Składała się ona z ok. trzylitrowego garnka ciśnieniowego wypełnionego substancją wybuchową, domowej roboty zapalnika czasowego (budzik, bateria, druty i zbita żarówka choinkowa) oraz przyklejonych na zewnątrz woreczków z nakrętkami. Substancja wybuchowa była podobna do czarnego prochu, lecz o innych proporcjach składników. Przez to nie doszło do eksplozji, lecz jedynie buchnął wysoki na parę metrów gwałtowny płomień.

## Aresztowanie i proces sprawcy
Po zamachu policja rozpoczęła dochodzenie mające na celu zidentyfikowanie i ujęcie tzw. bombera z Wrocławia, jak prasa ochrzciła sprawcę. Do poszukiwań oddelegowano ponad 400 policjantów, opublikowano portret pamięciowy oraz zapisy z monitoringu.
Śledztwo wykazało, że sprawcą jest Paweł R., nienotowany wcześniej przez policję, 22-letni student Politechniki Wrocławskiej. Był on na trzecim roku chemii, lecz od kilku miesięcy nie pojawiał się na zajęciach, wcześniej mówił, że zamierza wyjechać pracować za granicę. Pochodził z dobrego domu, sąsiedzi i znajomi mówili, że dobrze się uczył, był cichy i spokojny. Został zatrzymany przez antyterrorystów 24 maja 2016 roku w domu jego rodziny przy ul. Witosa w Szprotawie, w woj. lubuskim. Nie spodziewał się aresztowania, nie stawiał oporu. Podczas pierwszego przesłuchania przyznał się do winy, lecz odmówił składania wyjaśnień.
20 marca 2017 roku rozpoczęła się rozprawa. Prokuratura oskarżyła Pawła R. o wymuszenie rozbójnicze oraz usiłowanie zabójstwa wielu osób przy użyciu materiałów wybuchowych, oba czyny o charakterze terrorystycznym. Oskarżony przyznał się do winy, wyraził skruchę i przeprosił. Mówił, że na realizację pomysłu miała wpływ depresja i odrzucenie przez rówieśników, a on nie chciał nikogo skrzywdzić, a jedynie się wzbogacić, by poprawić swoją pozycję wśród innych. Według oskarżonego celowo zmieszał on składniki prochu, tak by wybuch nie był zbyt silny. Na podstawie opinii biegłych oraz eksperymentu z wybuchem podobnej bomby w podobnym autobusie prokuratura wykazała, że gdyby kierowca nie wyniósł bomby na zewnątrz, to powstała podczas wybuchu kula ognia oraz toksyczne opary stanowiłyby realne zagrożenie zdrowia i życia wielu osób w autobusie i z pewnością byłoby wiele ofiar śmiertelnych. W ramach ugody z ranioną kobietą sprawca wpłacił 20 tys. zł zadośćuczynienia, w tym 10 tys. zł dla Ośrodka Szkolno Wychowawczego przy ul. Parkowej we Wrocławiu.
Rozprawa zakończyła się w listopadzie 2017 roku wyrokiem skazującym na 20 lat więzienia. Według sądu oskarżony miał chęć wymuszenia korzyści majątkowej, a później dokonania zabójstwa wielu osób. Sąd nie wymierzył wyższej kary ze względu na młody wiek oskarżonego oraz, jak stwierdzili biegli, ograniczoną zdolność pokierowania swoim postępowaniem i rozpoznania znaczenia swoich czynów.
W kwietniu 2018 roku sąd apelacyjny złagodził karę do 15 lat więzienia. Uzupełniona opinia biegłych psychiatrów i psychologów wskazywała na ograniczoną poczytalność oskarżonego oraz na zdobycie korzyści majątkowej jako główny cel działań, mimo iż brał on pod uwagę możliwość śmierci wielu osób. Sąd uznał, że zamiar zabójstwa lub zranienia wielu osób nie był bezpośredni, lecz ewentualny.
W czerwcu 2019 r. prokurator generalny Zbigniew Ziobro skierował do Izby Karnej Sądu Najwyższego kasację od wyroku. Prokuratura twierdzi, że wyrok sądu apelacyjnego jest rażąco niewspółmierny do popełnionego czynu, został wydany z naruszeniem prawa procesowego oraz uwzględnił jedynie przesłanki korzystne dla oskarżonego, niesłusznie nie uwzględniając tych niekorzystnych. Prokuratura domaga się przekazania Sądowi Apelacyjnemu we Wrocławiu sprawy do ponownego rozpoznania w postępowaniu odwoławczym. 4 stycznia 2021 Sąd Najwyższy uznał bezzasadność złożonej kasacji i ją oddalił, utrzymując przez to wyrok 15 lat więzienia.